# Konopásek
Konopásek [konopásek] je priimek več osebnosti. Ženska oblika je Konopásková [konopáskova].

## Znane nosilke in nosilci priimka
- František Konopásek (1890–1943), češkoslovaški legionar, častnik, uporniški borec
- Jan Konopásek (1931–2020), češki jazz flavtist, bariton saksofonist
- Jaroslav Konopásek (1902–????), češki poklicni vojak Prve češkoslovaške vojske
- Jindřiška Konopásková (1877–1947), češka pesnica, pisateljica
- Jiří Konopásek (*1964), češki košarkar, trener
- Miloš Konopásek (????–2002), češko-ameriški strojni inženir, računalnikar
- Stanislav Konopásek (1923–2008), češki hokejist, trener
- Zdeněk Konopásek (*1963), češki sociolog, glasbenik

### Konopasek
- Ed Konopasek (*1964), ameriški igralec ameriškega nogometa